# Ai Xia

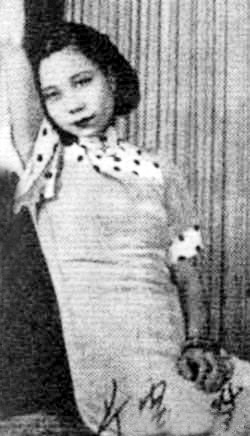
Ai Xia, um 1933

Ai Xia (chinesisch 艾霞, Pinyin Ài Xiá; eigentlich Yan Yinan; * 29. November 1912 in Tianjin, Chinesisches Kaiserreich; † 15. Februar 1934 in Shanghai, Republik China) war eine chinesische Schauspielerin.

## Leben
Sie arbeitete für die Filmgesellschaft Mingxing in Shanghai. In Zhang Shichuans Tonfilm Zhifen shichang (The Tenderness Market; 1933) spielte sie neben Hu Die die Hauptrolle, ebenso im selben Jahr mit Zhao Dan in Shi dai de er nü. Einen ihrer letzten Auftritte hatte sie in Cheng Bugaos sozialkritischem Film Chun can (Spring Silkworms, 1933). Sie spielte in etwa sieben Filmen mit.
Ai Xia nahm sich im Alter von 21 Jahren das Leben, indem sie sich mit Rohopium vergiftete. An ihren Fall angelehnt ist Cai Chushengs Film Xin nü xing (1934) mit Ruan Lingyu.